# 鄭漢禮
鄭漢禮（1975年9月12日—），台灣棒球選手，守備位置為捕手。曾效力於中華職棒兄弟象。目前為台鋼雄鷹一軍捕手教練。

## 經歷
- 高雄市茄萣區成功國小少棒隊
- 台南市立人國小少棒隊
- 台南市府城少棒隊
- 台南市復興國中青少棒隊
- 台北市華興中學青少棒隊
- 台北市華興中學青棒隊
- 文化大學棒球隊（美孚巨人）
- 國軍棒球隊
- 中華職棒兄弟象隊（2001年－2005年）
- 中華職棒兄弟象隊助理牛棚教練（2006年）
- 日本野球聯盟那霸武士隊（2007年）
- 中華職棒兄弟象投捕助理教練兼翻譯（2008年－2009年）
- 中華職棒台鋼雄鷹隊球探（2022年4月-2022年8月）[2][3]
- 中華職棒台鋼雄鷹隊投捕教練（2022年9月-2023年）[3]
- 中華職棒台鋼雄鷹一軍捕手教練（2024年－）

## 外部連結
- 鄭漢禮在台灣棒球維基館上的頁面（繁體中文）
- 鄭漢禮在中華職棒官網 （中文）和Baseball-Reference （英文）上的頁面